# Róna-havas
A Róna-havas (ukránul: Полонина-Руна [Polonina-Runa] vagy Полони́на Рівна [Polonina Rivna]) hegység a Kárpátokban, Ukrajna területén. Az Ung és a Latorca völgye között emelkedik. Délen a Turja völgye (az Ungi-Krajnya és Szolyvai-medence kistájak) választja el a Kéklő-hegységtől. Közigazgatásilag Kárpátalja Ungvári és  Munkácsi járásához tartozik. Legmagasabb pontja a Róna-havas (1479 m).

## Tájbeosztás
- A Kárpát–Pannon-térség természeti tájbeosztása szerint az Északkeleti-Kárpátok nagytáj, azon belül az Keleti-Beszkidek középtáj (és azon belül a Polonyinák(wd)) részét képező kistáj.[1]
- Az Ukrajnában használt felosztás szerint az Ukrán-Kárpátokhoz (a Kárpátok Ukrajna területére eső részéhez), azon belül a Polonyinák(wd) szerkezeti egységekhez tartozik.[2]
- Az Északkeleti-Kárpátokon belül a külső vonulathoz sorolható. Más felosztás szerint a Külső-Keleti-Kárpátok(wd) része.
- Lehatárolástól függően az Erdős-Kárpátoknak is a része.

## Domborzat
Flis alkotja. Jellemző magassága 1000–1200 m. Legmagasabb pontja a Róna-havas (1479 m), további meghatározó csúcsai az Éles-kő (1405 m) és a Havasközi-bérc (1374 m).